# Achim Vogt
Achim Vogt (ur. 7 grudnia 1970 w Chur) – szwajcarski narciarz alpejski reprezentujący Liechtenstein. Zajął 21. miejsce w gigancie na igrzyskach w Lillehammer w 1994 r. co jest jego najlepszym wynikiem olimpijskim. Jego najlepszym wynikiem na mistrzostwach świata było 11. miejsce w gigancie na mistrzostwach w Sestriere w 1997 r. Najlepsze wyniki w Pucharze Świata osiągnął w sezonie 1994/1995, kiedy to zajął 33. miejsce w klasyfikacji generalnej, a w klasyfikacji giganta był siódmy.

## Sukcesy

### Puchar Świata

#### Miejsca w klasyfikacji generalnej
- 1993/1994 – 49.
- 1994/1995 – 33.
- 1995/1996 – 132.
- 1996/1997 – 97.

#### Miejsca na podium
1. Tignes – 3 grudnia 1994 (gigant) – 1. miejsce